# أوديلون كوسونو
أوديلون كوسونو (بالفرنسية: Odilon Kossounou)‏ (مواليد 4 يناير 2001) هو لاعب كرة قدم من ساحل العاج يلعب كمدافع في ليفركوزن.

## روابط خارجية
- أوديلون كوسونو على موقع الاتحاد الأوربي (الإنجليزية)
- أوديلون كوسونو على موقع إي إس بي إن إف سي (الإنجليزية)
- أوديلون كوسونو على موقع قاعدة بيانات كرة القدم.إي يو (الإنجليزية)
- أوديلون كوسونو على موقع ليكيب (الفرنسية)
- أوديلون كوسونو على موقع ناشيونال فوتبول تيمز (الإنجليزية)
- أوديلون كوسونو على موقع Soccerbase.com (لاعب) (الإنجليزية)
- أوديلون كوسونو على موقع Soccerway.com (الإنجليزية)
- أوديلون كوسونو على موقع عالم كرة القدم.نت (الإنجليزية)
- أوديلون كوسونو على موقع AS.com (الإسبانية)